# Golfe de Taganrog
Le golfe de Taganrog ou baie de Taganrog (en russe : Таганрогский залив, Taganrogski zaliv — en ukrainien : Таганрозька затока, Taganroz'ka zatoka) est le principal golfe de la mer d'Azov. Il est bordé par la Russie et l'Ukraine.

## Géographie
Le golfe de Taganrog est long d'environ 140 km entre l'embouchure du Don et la mer d'Azov. L'entrée du golfe est large de 31 km, entre la flèche de Bilossaraï (Белосарайская коса) au nord et la pointe de Dolgaïa (Коса Долгая) au sud. Son fond est très plat et sa profondeur moyenne est de 4,9 mètres. Ses eaux peuvent geler en hiver, de décembre à mars.
Le golfe comporte les îles Pestchanie (Песчаные острова). 
Plusieurs cours d'eau se jettent dans le golfe de Taganrog : Don, Kalmious, Mious et Eïa. De ce fait les eaux sont peu salées.
Les principales villes situées sur les rives du golfe sont : Marioupol en Ukraine, Taganrog et Ieïsk en Russie. Rostov-sur-le-Don se trouve à une trentaine de kilomètres à l'est du golfe, auquel elle est reliée par le Don.

## Galerie d'images

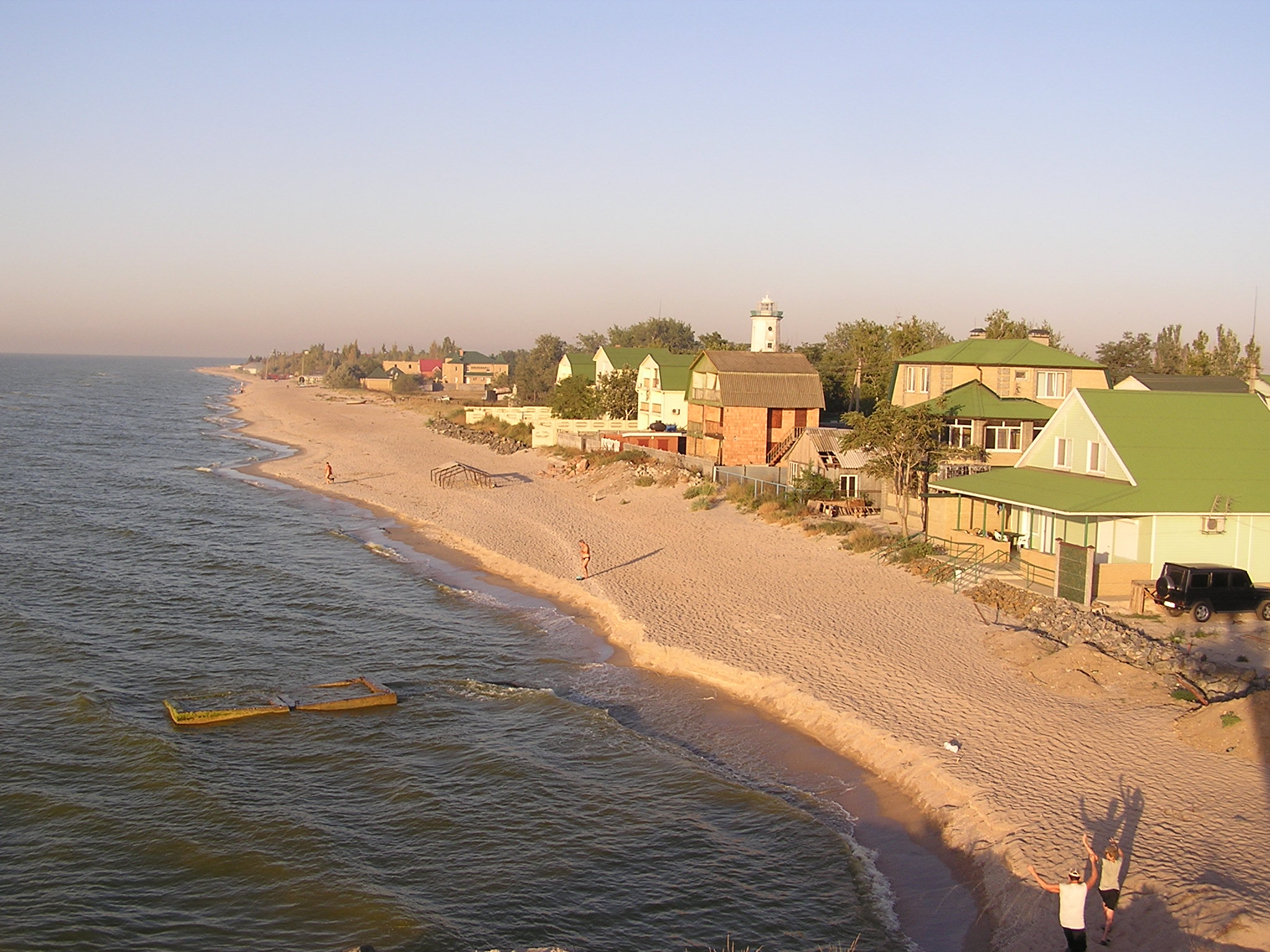
Plage sur la pointe de Belossaraï.
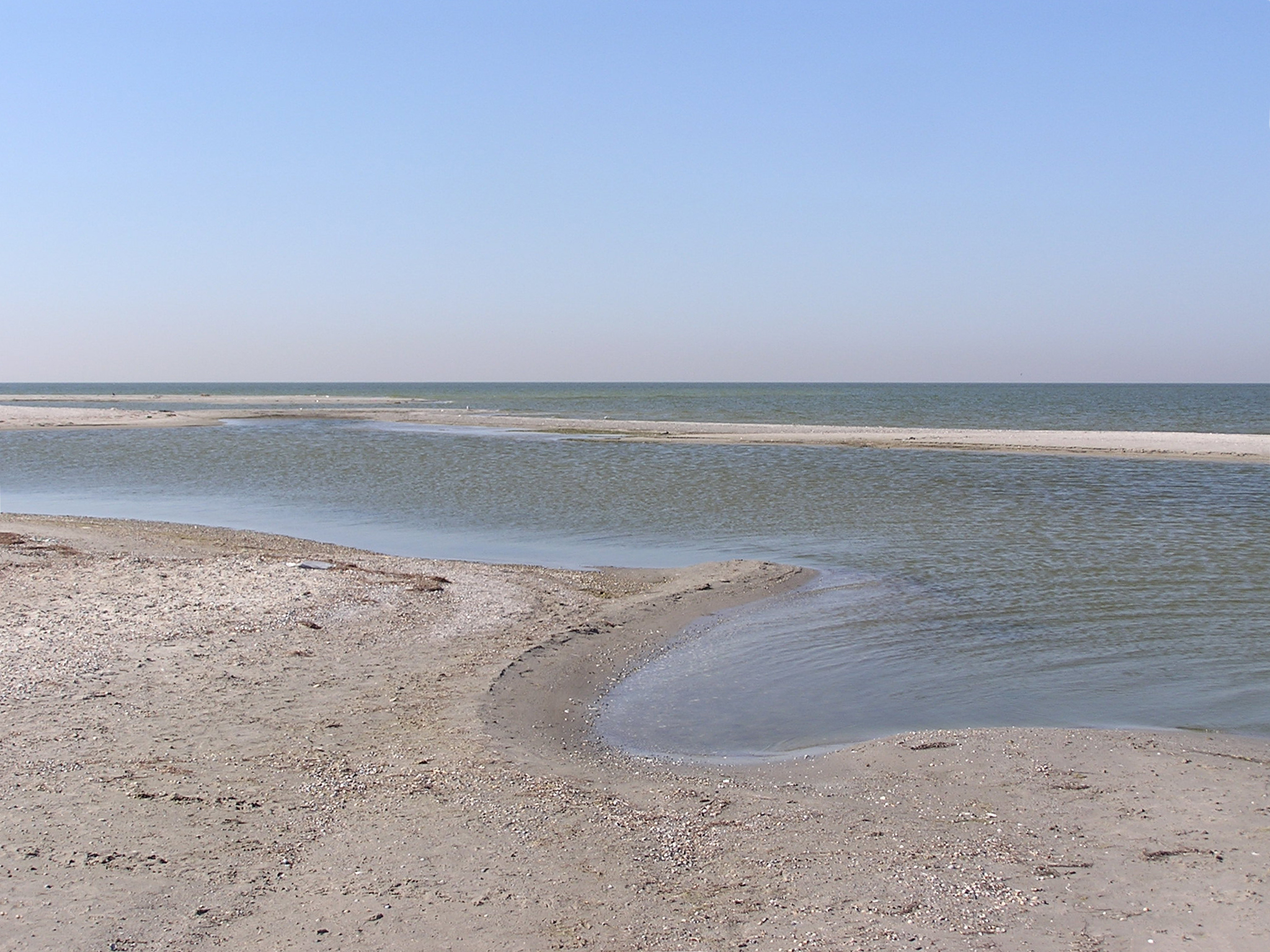
La pointe de Belossaraï.
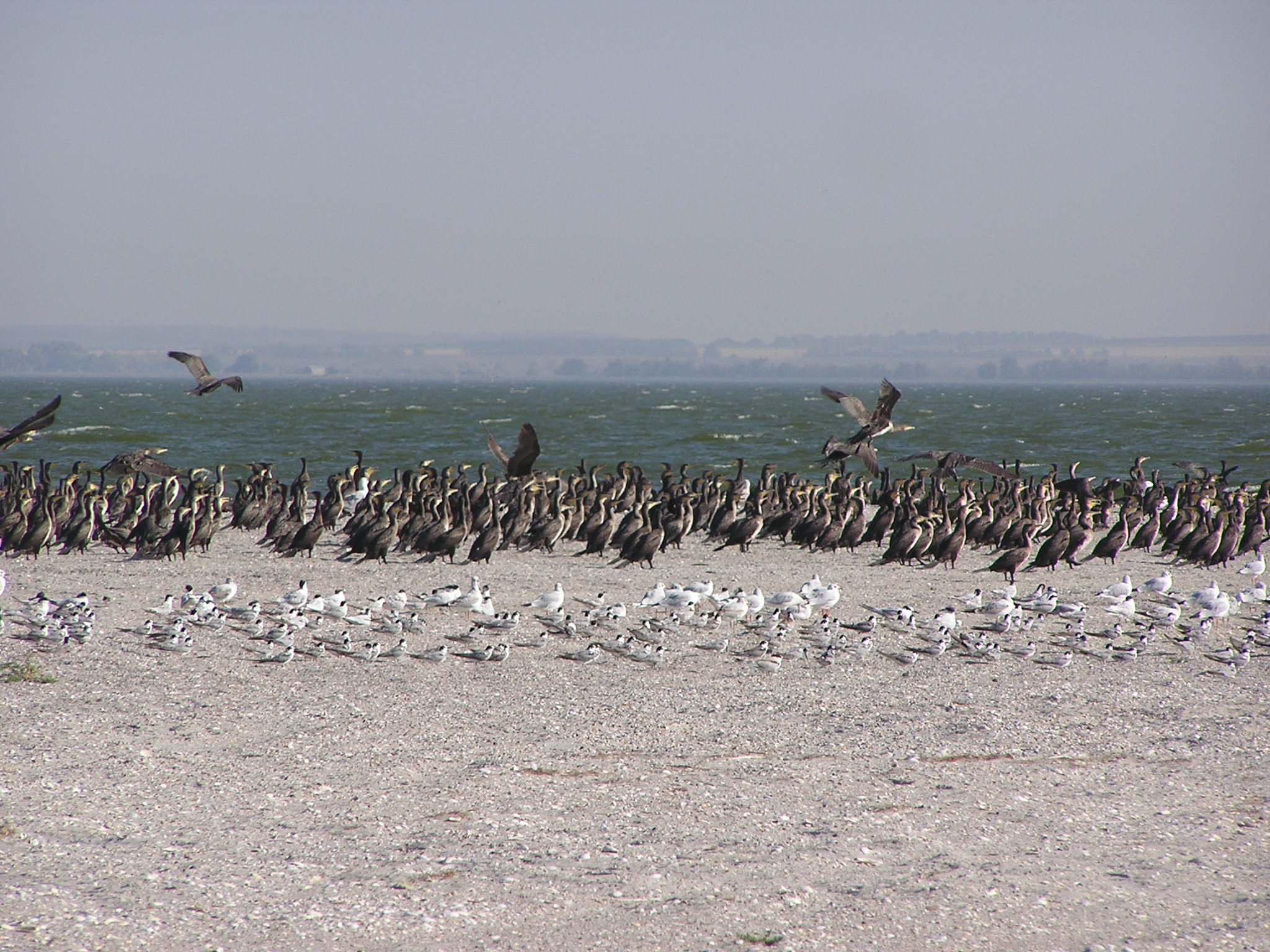
Oiseaux sur la pointe de Belossaraï.
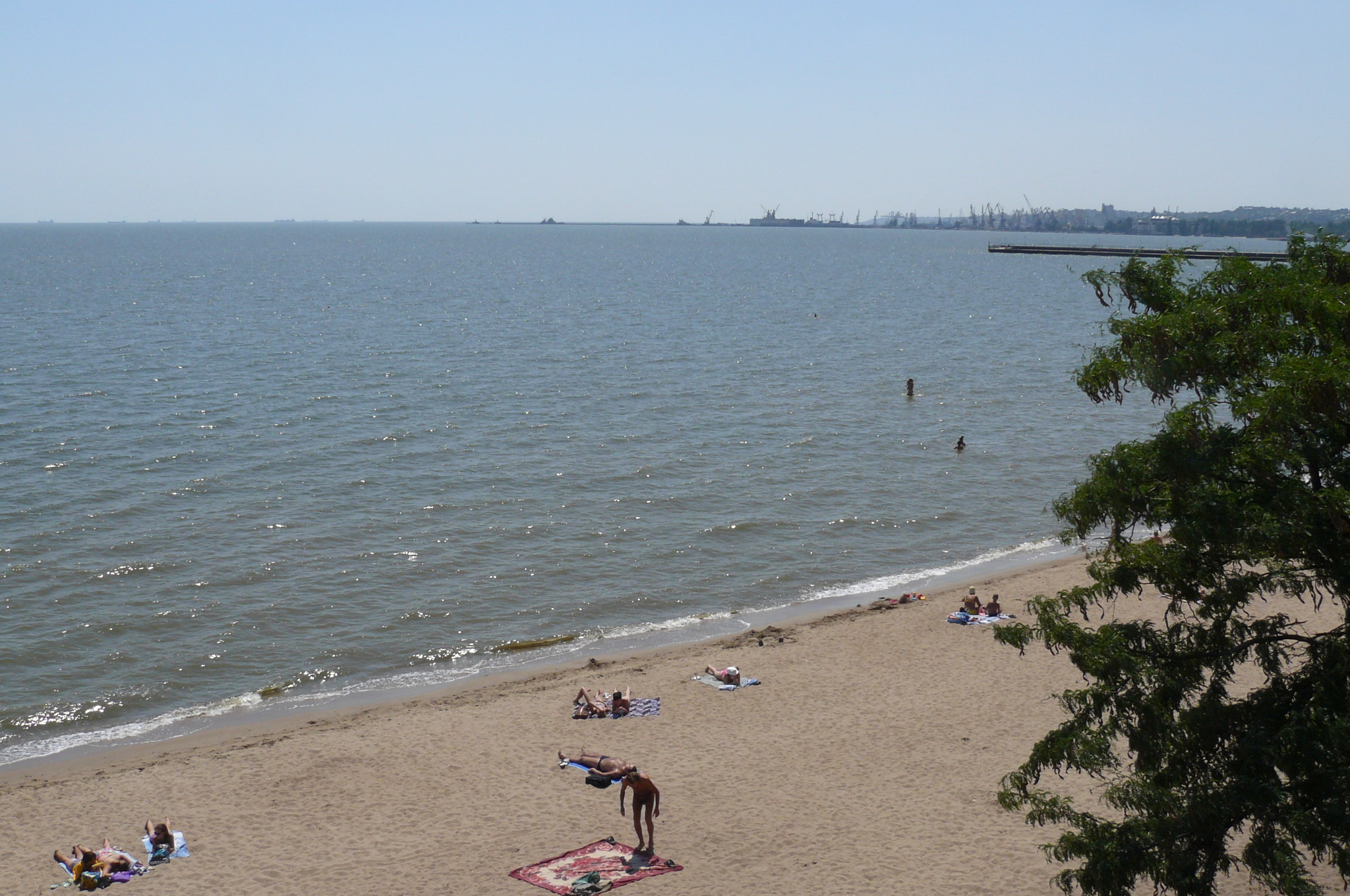
Plage de Marioupol.
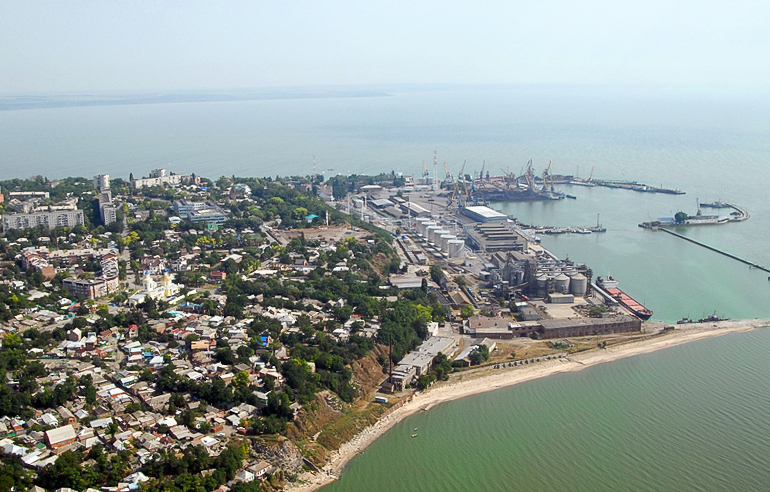
Port de Taganrog.
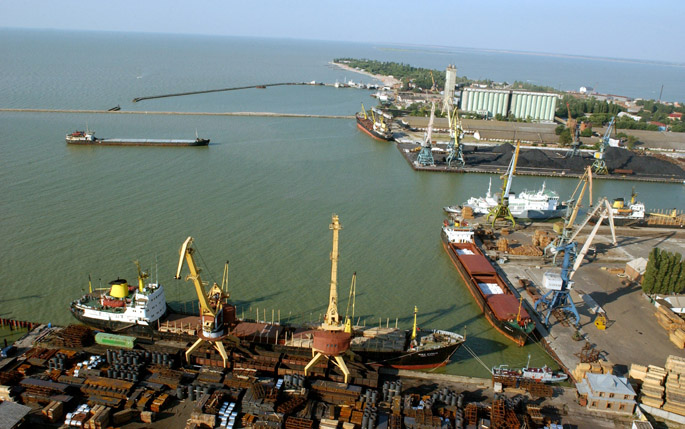
Port de Ieïsk.
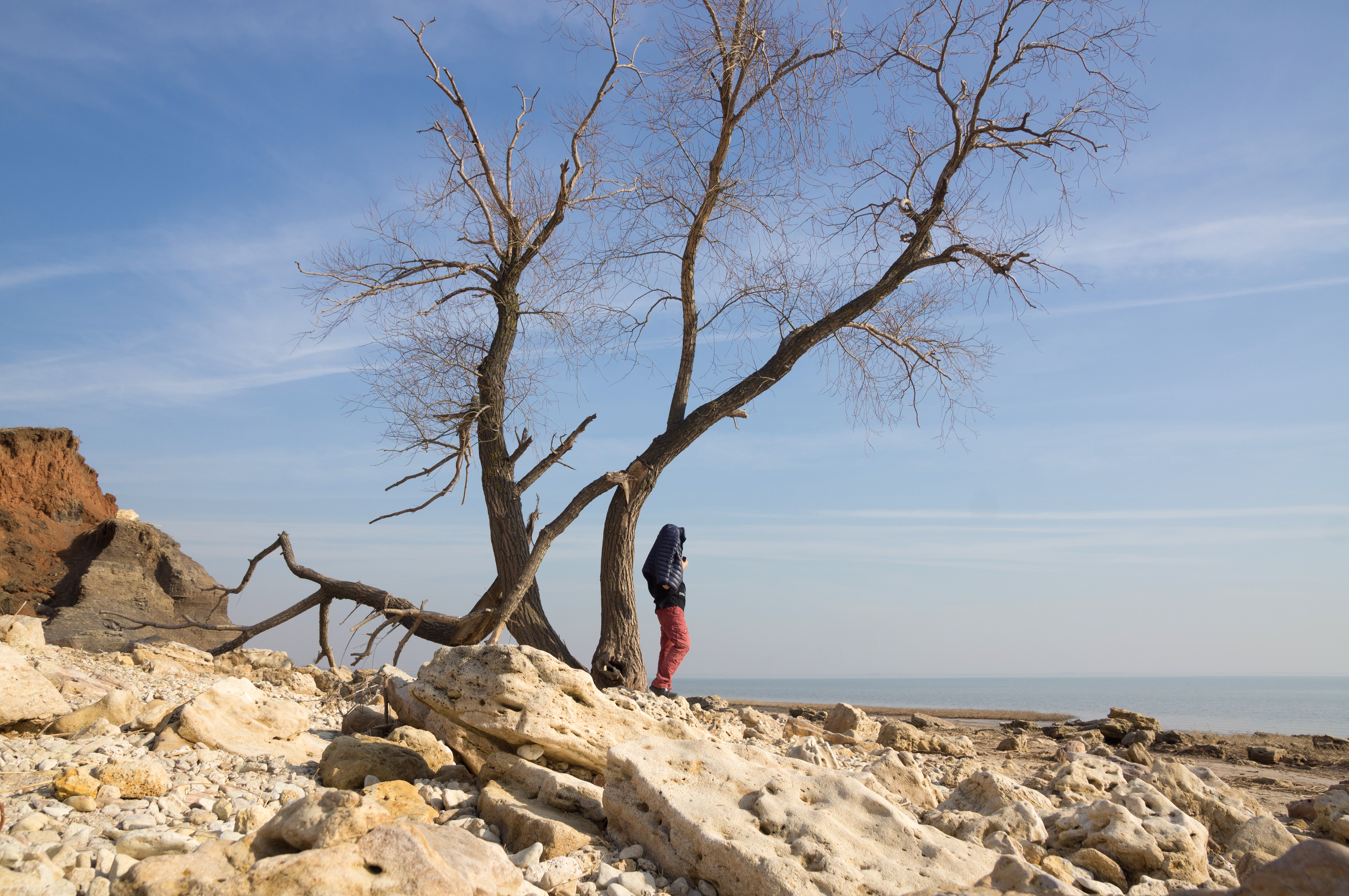
Merzhanovo
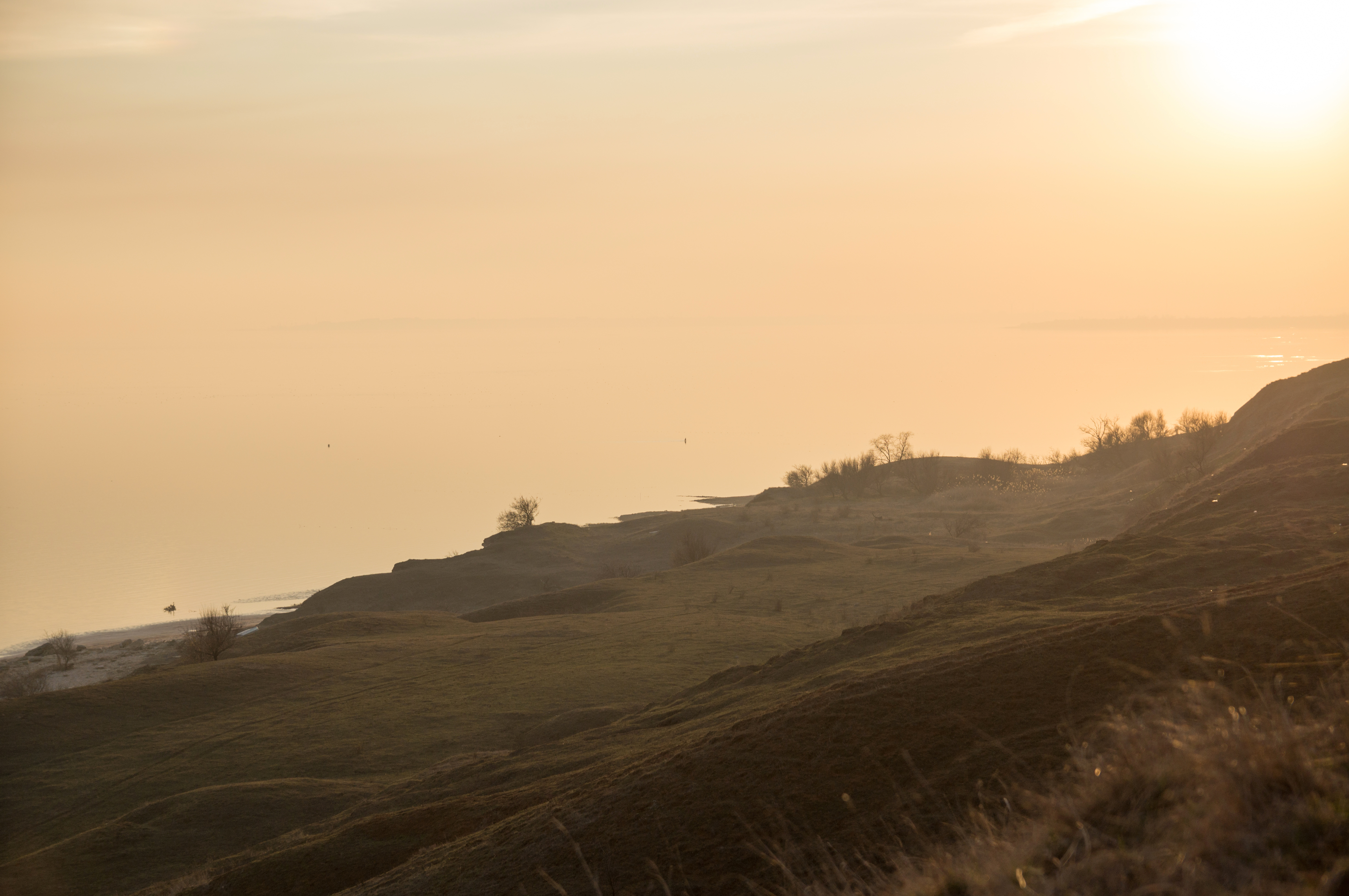
Merzhanovo
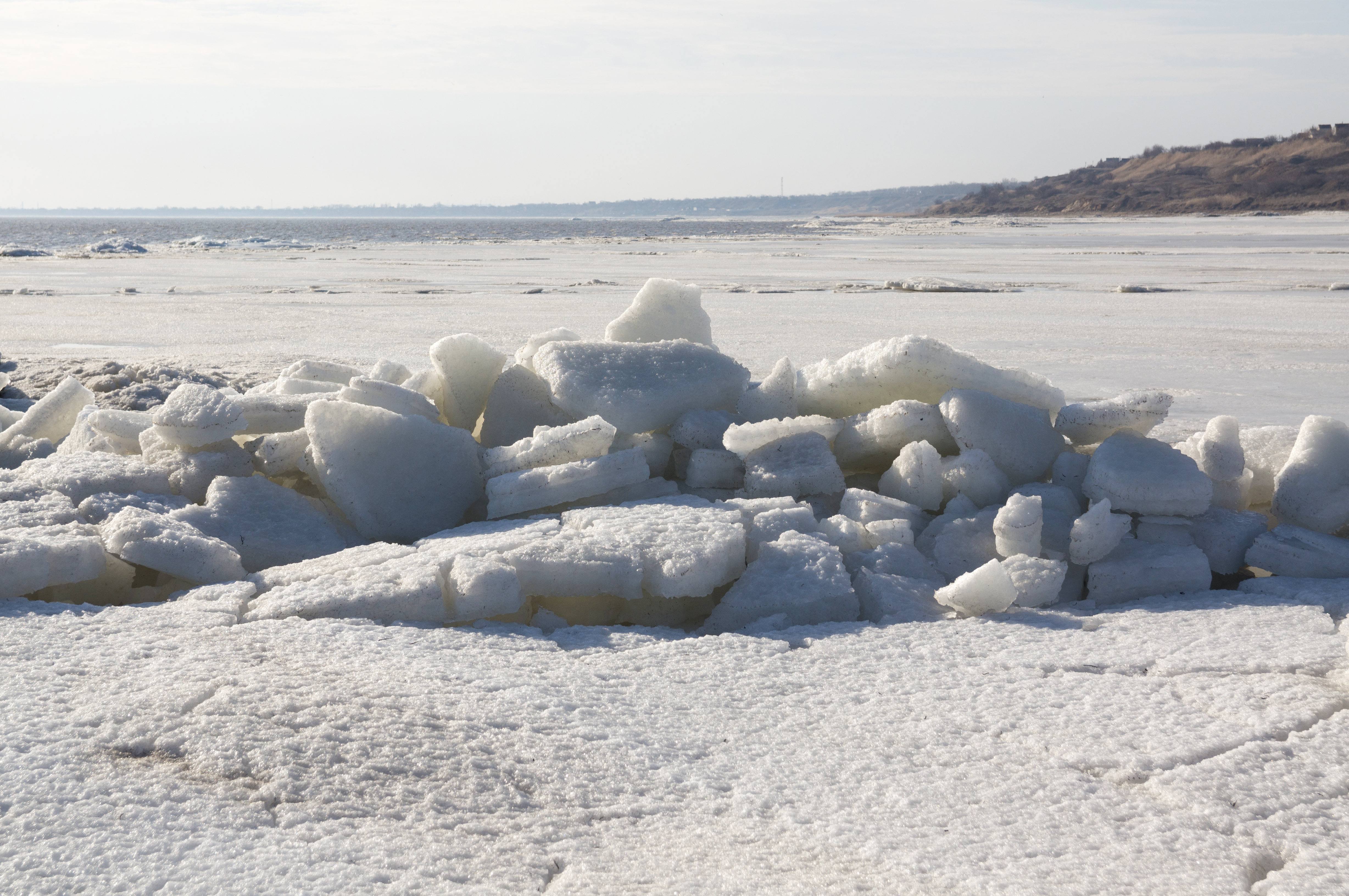
Merzhanovo

## Source
- Grande Encyclopédie soviétique